# ابوایت (ایندیانا)
ابوایت، ایندیانا (به انگلیسی: Aboite, Indiana) در ایالات متحده آمریکا است که در ایندیانا واقع شده‌است.

## خصوصیات
ابوایت ۵۰ نفر جمعیت دارد و ۲۲۷٫۹۹ متر بالاتر از سطح دریا واقع شده‌است.